# Csiklófalu község
Csiklófalu község (románul: Comuna Ciclova Română) község Krassó-Szörény megyében, Romániában. Központja Csiklófalu, beosztott falvai Illyéd, Szakalár.

## Népessége
A 2011-es népszámlálás adatai alapján a község népessége 1550 fő volt.